# Bella ciao
„Bella ciao” (adică, La revedere, frumoaso) este un cântec popular italian, originar din regiunea Emilia-Romagna, compus pe la sfârșitul sec. 19 d.C. Acest cântec a fost, la început, fredonat de lucrătorii mondine ca formă de protest la adresa condițiilor dificile de muncă de pe câmpiile de orez sau de Colocasia esculenta⁠(fr)[traduceți] din nordul Italiei. A devenit ulterior asociat cu Mișcarea de rezistență antifascistă italiană (1943-1945). 

## Versuri
| Versiunea mondine, de Giovanna Daffini | Versiunea partizană, de autor necunoscut |
| --- | --- |
| Alla mattina appena alzata o bella ciao bella ciao bella ciao, ciao, ciao alla mattina appena alzata in risaia mi tocca andar.              | Una mattina, mi sono alzato Oh bella ciao, bella ciao, bella, ciao, ciao, ciao! Una mattina, mi sono alzato E ho trovato l'invasor              |
| E fra gli insetti e le zanzare o bella ciao bella ciao bella ciao ciao ciao e fra gli insetti e le zanzare un dur lavoro mi tocca far.      | Oh, partigiano, portami via! Oh bella ciao, bella ciao, bella, ciao, ciao, ciao! Oh, partigiano, portami via Ché mi sento di morir!             |
| Il capo in piedi col suo bastone o bella ciao bella ciao bella ciao ciao ciao il capo in piedi col suo bastone e noi curve a lavorar.       | E se io muoio, da partigiano Oh bella ciao, bella ciao, bella, ciao, ciao, ciao! E se io muoio, da partigiano Tu mi devi seppellir              |
| O mamma mia o che tormento o bella ciao bella ciao bella ciao ciao ciao o mamma mia o che tormento io t'invoco ogni doman.                  | E seppellire lassù in montagna Oh bella ciao, bella ciao, bella, ciao, ciao, ciao! E seppellire lassù in montagna Sotto l'ombra di un bel fior  |
| Ed ogni ora che qui passiamo o bella ciao bella ciao bella ciao ciao ciao ed ogni ora che qui passiamo noi perdiam la gioventù.             | Tutte le genti che passeranno Oh bella ciao, bella ciao, bella, ciao, ciao, ciao! Tutte le genti che passeranno Mi diranno "Oh, che bel fior?!" |
| Ma verrà un giorno che tutte quante o bella ciao bella ciao bella ciao ciao ciao ma verrà un giorno che tutte quante lavoreremo in libertà. | È questo il fiore del partigiano Oh bella ciao, bella ciao, bella, ciao, ciao, ciao! È questo il fiore del partigiano Morto per la libertà      |

## Traducere
| Versiunea mondine | Versiunea partizană |
| --- | --- |
| Dimineața, m-am sculat O bella ciao, bella ciao, bella ciao, ciao, ciao Dimineața, m-am sculat La orezărie trebuie să mă duc.                           | Într-o dimineață, m-am trezit Oh bella ciao, bella ciao, bella, ciao, ciao, ciao ! Într-o dimineață m-am trezit Și am găsit invadatorul.                     |
| Și printre insecte și țânțari O bella ciao, bella ciao, bella ciao, ciao, ciao Și printre insecte și țânțari O muncă grea trebuie s-o fac.              | O, partizane, du-mă de aici ! Oh bella ciao, bella ciao, bella, ciao, ciao, ciao ! O, partizane, du-mă de aici Pentru că simt că mor !                       |
| Șeful stă colea, cu ciomagul lui O bella ciao, bella ciao, bella ciao, ciao, ciao Șeful stă colea, cu ciomagul lui Și noi lucrăm, cu spatele încovoiat. | Iar dacă eu mor, ca partizan, Oh bella ciao, bella ciao, bella, ciao, ciao, ciao ! Iar dacă eu mor, ca partizan, Tu trebuie să mă îngropi !                  |
| "Of, Doamne, ce chin !" O bella ciao, bella ciao, bella ciao, ciao, ciao "Of, Doamne, ce chin !" Chemându-Te la fiecare dimineață.                      | Și să mă îngropi, acolo sus pe munte Oh bella ciao, bella ciao, bella, ciao, ciao, ciao ! Și să mă îngropi, acolo sus pe munte La umbra unei frumoase flori. |
| Și cu fiece oră ce-o ducem aci O bella ciao, bella ciao, bella ciao, ciao, ciao Și cu fiece oră ce-o ducem aci Ne pierdem tinerețea.                    | Toată lumea care va trece Oh bella ciao, bella ciao, bella, ciao, ciao, ciao ! Toată lumea care va trece Îmi va zice: "Ce floare frumoasă ?!"                |
| Dar, va veni ziua când noi toți O bella ciao, bella ciao, bella ciao, ciao, ciao Dar, va veni ziua când noi toți Vom lucra slobozi.                     | Aceasta e floarea partizanului Oh bella ciao, bella ciao, bella, ciao, ciao, ciao ! Aceasta e floarea partizanului Care a murit pentru libertate.            |